# Gare de Vers-en-Montagne
Gare de Vers-en-Montagne vasútállomás Franciaországban, Vers-en-Montagne településen.

## Vasútvonalak
Az állomást az alábbi vasútvonalak érintik:
- Andelot-en-Montagne–La Cluse-vasútvonal

## Kapcsolódó állomások
A vasútállomáshoz az alábbi állomások vannak a legközelebb: